# Damir Vrančić
Damir Vrančić (Slavonski Brod, 4. listopada 1985.) je bosanskohercegovački nogometaš.
2007. godine je pozvan u reprezentaciju BiH, ali nije zabilježio nastup. Njegov brat Mario nastupao je za njemačku reprezentaciju u mlađim kategorijama.

## Vanjske poveznice
- Damir Vrančić Autograph   Arhivirana inačica izvorne stranice od 27. rujna 2007. (Wayback Machine)